# Pomnik Syrenki w Bielsku-Białej
Pomnik Syrenki w Bielsku-Białej – pomnik–fontanna w centrum Bielska-Białej, na placu przylegającym do ulicy 3 Maja, od którego odchodzi Przechód Schodowy, w sąsiedztwie Domu Technika i hotelu President. Przedstawia warszawską Syrenkę, w kształcie bardzo zbliżonym do pomnika Syreny w Warszawie.
Pomnik dłuta Ryszarda Sroczyńskiego powstał w 1954 roku. Został ufundowany przez Społeczny Fundusz Odbudowy Stolicy w podzięce za wkład mieszkańców Bielska-Białej w finansowanie odbudowy Warszawy. W czasie remontu Przechodu Schodowego w latach 2007–2008 pomnik został odrestaurowany i przeniesiony o kilka metrów w celu lepszej ekspozycji.